# Granigyra oblatogyra
Granigyra oblatogyra is een slakkensoort uit de familie van de Skeneidae. De wetenschappelijke naam van de soort is voor het eerst geldig gepubliceerd in 2002 door de Souza & Pimenta.